# 범어사 미륵전
부산 범어사 미륵전(釜山 梵魚寺 彌勒殿)은 부산광역시 금정구 범어사에 있는 미륵전이다. 2015년 7월 15일 부산광역시의 유형문화재 제156호로 지정되었다.

## 개요
범어사 미륵전은 대웅전 아래 중정(中庭)의 왼편에 비로전과 함께 나란히 자리 잡고 있다. 정면 3칸, 측면 2칸 규모의 익공식(翼工式) 맞배지붕 부불전(副佛殿)이다. 
범어사 미륵전은 2014년 미륵전 해체수리 때 어칸 종도리 기문장처(記文藏處)에 보관된 상량문을 통해 1887년(고종 24)에 대대적으로 수리되었음이 확인되어 건물의 건립연대가 밝혀졌다. 
미륵전은 범어사의 창건 내지는 중창에 즈음한 역사적 상황과 가람배치, 건축 상황을 기록한 문헌자료인 「범어사창건사적(梵魚寺創建事蹟)」등의 핵심적 서술 대상이며, 임진왜란 이후 미륵전의 소실과 재건, 중수(重修) 등 건물의 연혁에 관한 기록이 다른 어떤 건물보다 풍부하다. 
또한 상량문은 건물의 조영(造營) 의도, 사찰 대중들의 상황, 목수 등으로 구성된 당시의 공역(工役) 조직 등을 살필 수 있어 건축사적 가치 뿐 아니라 불교사적으로도 가치가 큰 문헌자료이다.
범어사 미륵전은 각종 기록을 통해 볼 때 범어사 창건가람(創建伽藍)의 주불전(主佛殿)이었으며, 적어도 고려시대까지 주불전(主佛殿)으로서 존속했을 가능성이 크다. 비록 소규모의 부불전으로 그 위상이 낮아졌지만 범어사의 창건이념과 불교정신 뿐 아니라 임진왜란으로 다른 어느 지역보다 경제사정이 어려웠던 당시 부산(동래)의 절실했던 역사적 사실을 고스란히 담고 있다. 
뿐만 아니라 풍부한 조영 기록을 갖추고 있어서 건물의 건립연대를 확실하게 알 수 있으며, 나아가 임진왜란 이후 부산 지역의 시대적, 건축적 지역성을 잘 보여주고 있어 문화재적 가치가 대단히 높은 중요한 건축유구(建築遺構)이다.

## 참고 자료
- 부산 범어사 미륵전 - 국가유산청 국가유산포털